# Абант (син на Келей)
Вижте пояснителната страница за други значения на Абант.
Абант или Абас (на старогръцки: Ἂβας, -άντις; на латински: Ăbās, -antis) в гръцката митология е най-големият от шестте сина на елевскинския цар Келей и съпругата му Метанира,
в чиято къща идва Деметра, когато търси Персефона.
Той е брат на Демофонт, Триптолем, Калидика, Клеисидика, Демо и Калитое.
Абант видял и се учудил как Деметра изпила чаша с ечемична отвара и го превърнала на гущер. Тогава тя започнала да се грижи за брат му Демофонт, когото също погубила.